# Tetreres jirkovi
Tetreres jirkovi är en ringmaskart som beskrevs av Kirtley 1994. Tetreres jirkovi ingår i släktet Tetreres och familjen Sabellariidae. Inga underarter finns listade i Catalogue of Life.